# Apeiba tibourbou
Pour les articles homonymes, voir Bois bouchon.
Espèce
Synonymes
- Apeiba albiflora Ducke
- Apeiba cimbalaria Arruda
- Apeiba hirsuta Lam.
- Apeiba tibourbou var. rugosa Szyszył.
- Apeiba tibourboua var. rugosa Szyszył.
- Aubletia tibourbou (Aubl.) Willd.[2]

Classification APG III (2009)
Statut de conservation UICN

 LC  : Préoccupation mineure
Répartition géographique
Apeiba tibourbou est une espèce de plantes à fleurs  de la famille des Malvaceae, (ou anciennement des Tiliaceae selon la (classification de Cronquist). C'est un arbre trouvé en Amérique.
Apeiba tibourbou Aubl. est l'espèce type du genre Apeiba Aubl..
En Guyane, on appelle cet arbre bois bouchon, peigne macaque (créole), ape'ɨ (Wayãpi), imaβui, yit itaibi (Palikur), pente-de-macaco (Portugais).
Au Brésil, on l'appelle aussi pente-de-macaco, pau-jangada, Pau de jangada, cortiça, jangadeira, escova de macaco et embira-branca ,. Les Tacana le nomment Bechu echua, Cabeza de mono silbador en Bolivie.
On le nomme Fruta de piojo, Peine de mico, Corlezo au Panama, Monkey comb en Anglais.

## Répartition et habitat
Apeiba tibourbou est l'espèce la plus commune du genre, présente du Mexique à la Bolivie et au Brésil, y compris les Antilles.
Il est présent dans les biomes : forêt atlantique, le cerrado, les caatinga et en Amazonie dans les types d'habitats naturels : forêt secondaire, savanes, ripisylves, forêt galerie, et forêt tropicale humide.

## Description
Cet arbre semi-caducifolié peut atteindre 20 mètres de hauteur, avec un tronc droit et cylindrique d'un diamètre moyen de 50 centimètres et un grand houppier. Les jeunes branches et les pétioles des feuilles sont couvertes de poils roussâtres.
Les feuilles sont plutôt vertes brillantes, simples, alternes, stipulées, peu rugueuses, peu denses tomenteuses, finement dentées, d'une taille moyenne de 28 centimètres sur 15 centimètres de largeur.
Les inflorescences paniculées mesurent 9 centimètres en moyenne.
Les fleurs, pollinisées par les abeilles, sont jaunes, parfumées ou inodores, bisexuées, ouvertes, actinomorphes, pluricarpelées, pluriloculées à placentation axillaire supralatérale, à verticilles de type diclamideo.
Le calice est dialissépale, vert brunâtre à l'extérieur, mais jaunâtres à l'intérieur.
La corolle est dialipétale, parfaitement jaune.
Les anthères sont à déhiscence longitudinale,,.
Le fruit est fortement déprimé avec des épines longues de 1-1,5 cm.
Le pollen est organisé en monade, suboblé sphéroïde, avec une symétrie radiale, avec une polarité isopolaires, subcirculaire portée, avec une ouverture de type colporé, avec un long colpus, un pore allongé, tricolporé. L'exine est ornementée micro-reticulée.
La physiologie de la germination a été étudiée chez Apeiba tibourbou,,.

## Utilisations
Les Wayãpi utilisent le mucilage polyosidique extrait de l'écorce malaxée dans l'eau pour empoisser les méliponnes dans leur nid, permettant d'en extraire le miel sans être attaqué. Les Palikur, confectionnent à partir des feuilles un remède contre les traumatismes du thorax à la suite des coups violents (« blesse »). La plante contient de l'acide rosmarinique. En Bolivie, les fruits jaunes laineux d’Apeiba tibourbou contiennent une pulpe grasse à odeur agréable, utilisée chez les Tacana pour rendre les cheveux brillants, doux, parfumés, et tuer les poux.
Son bois poreux, léger et facile à travailler présente une faible densité et peu durable naturellement. Il sert à fabriquer des poteaux, de la pâte à papier et des radeaux en raison de sa flottabilité. L'écorce fibreuse sert à fabriquer des cordes,.
les Tacana de Bolivie emploient aussi son bois pour le feu, son écorce pour faire des ficelles, et l'huile des fruits pour cirer les chaussures.
L'extrait de Apeiba tibourbou présente des activités antioxydantes.
Le processus d'extraction de ces composés actifs a été étudié.
Apeiba tibourbou présente des propriétés inhibitrices sur le complément.

## Protologue
En 1775, le botaniste Aublet propose la diagnose suivante : 

« APEIBA (Tibourbou). (Tabula 213.) foliis cordatis, ovato-oblongis, acutis, ſerrulatis, ſubtùs hirſutis, rufeſcentibus ; fructu magno, rotundo, compreſſo, hiſpido. 
Apeiba. Marcgr. Braſ. p. 123. t. 123. 
Apeiba amplo folio, rugoſo, fructu globoſo, hiſpido. Bar. Fr. Equin. pag. 13. 
Sloanea (dentata). Lœfl. pag. 400. n° 312.
Sloanea (dentata) foliis cordato-ovatis, denticulatis, ſtipulis ſerratis. Lœfl. It. 34. Lin. Spec. 730.
Arbor mediocris, trunco octopedali ad ſummitatem ramoſo ; ramis latè diſperſis, rectis, & declinatis ; ramusculis villoſis. Folia alterna, brevi petiolata, ovato-oblonga, baſi cordata, ſerrulata, ſupernè viridia, rugoſa, infernè piloſa ; pilis rufeſcentibus. Stipulæ binæ, oppofitæ, oblongæ, acutæ, non deciduæ. Florum racemi oppoſiti ſunt foliis ; conſtant ramulis alternis, ex quorum ſummitate tres vel quatuor flores pedunculati prodeunt. Bracteæ ſingulo ramulo latérali, binæ oppofitæ ; bracteæ ad pedunculos, quatuor vel tres majores, patentes, ovatæ, acutæ. Racemus & pedunculi florum pilis rufeſcentibus obtecti ſunt.
Florebat fructumque ferebat Auguſto, Septembri & Octobri. 
Habitat Caïennæ & Guianæ in campis, ſupra colles & adripas livulorum. 
Nomen Caribæum TIBOURBOU.  »

« L'APEIBA Tibourbou. (PLANCHE 213.)
L'Apeiba eſt un arbre de moyenne grandeur. Son tronc s'élève de ſept à huit pieds. Il a environ un pied de diamètre. Son écorce eſt inégale, gerſée, molle, épaiſſe, fibreuſe & propre a faire des cordes. Son bois eſt blanc & léger. Les branches qui terminent le tronc, ſe répandent en tous ſens, & ſont inclinées. Elles ſe partagent en pluſieurs rameaux velus, alternes. Les feuilles ſont alternes, rangées horiſontalement ſur le même plan à droite & à gauche, & peu éloignées les unes des autres. Elles ſont ovales, douces au toucher, longues de neuf pouces, larges de quatre, chagrinées, & vertes en deſſus, chargées en deſſous d'un poil ras, rouſſâtre, dentelées à leurs bords, terminées en pointe arrondie, & taillées comme un cœur à leur naiſſance. Elles ſont traverſées par une côte ſaillante en deſſous, d’où partent pluſieurs autres nervures latérales, tantôt oppoſées, & tantôt alternes. Leur pédicule eſt d'environ un pouce de longueur. Dès ſon milieu il commence à groſſir de plus en plus, juſqu'à la baſe de la feuille. Il eſt chargé de poils rouſſâtres, & porte deux stipules longues, minces, aiguës, verdâtres, qui ſubſiſtent. 
Les fleurs naiſſent diſpoſées en grappes, ſur une tige qui eſt oppoſée à une feuille. Cette tige eſt chargée de poils rouſſâtres, & porte à ſa baſe deux ſtipules ſemblables à celles des feuilles. A quelques pouces de ſa hauteur, elle ſe partage en différents rameaux qui ſortent d'entre quatre ou cinq écailles. Chaque rameau eſt terminé par quatre écailles, d'entre leſquelles s'élèvent deux, trois ou quatre fleurs, portées chacune ſur un pédoncule de deux ou trois lignes de longueur, qui, à ſa naiſſance, porte deux ou trois petites écailles. 
Le calice eſt d'une ſeule pièce, diviſé profondément en cinq parties longues, étroites, aiguës, charnues, concaves, plus épaiſſes à leur ſommet, velues en dehors, liſſes & jaunes en dedans. 
La corolle eſt à cinq pétales égaux, qui prennent naiſſance au deſſous des étamines ; ils ſont de moitié plus petits que les diviſions du calice, larges & arrondis par le haut, ondés ſur leur bord, & plus étroits vers le bas, où ils ſe terminent par un petit onglet. Leur couleur eſt un jaune doré. 
Les étamines ſont attachées au deſſous de l'ovaire autour d'un petit pivot qui le ſupporte. Leur nombre varie ; j'en ai compté juſqu'à quatre-vingt-cinq & plus. Leur filet eſt court, charnu. L'anthère eſt longue, jaune, étroite, terminée par un petit feuillet pointu. Elle eſt à deux loges qui font corps avec le filet, & s'ouvre longitudinalement en deux valves. 
Le piſtil eſt un ovaire velu, arrondi, comprimé par le haut, ſurmonté d'un style cylindrique, cannelé, qui ſurpaſſe les étamines. Il eſt terminé par un stigmate évaſé, concave, vert, & a dix dentelures. 
L'ovaire devient une capsule fermé, coriace, de la largeur de la paume de la main, arrondi, comprimé & hériſſé de pointes molles, verdâtres, un peu velues 5 celles de la circonférence ſont les plus longues : cette capſule s'ouvre par l'endroit ou elle tenoit a ſon pédoncule ; c'eſt par cette ouverture que ſortent les ſemences. Quand on coupe cette capſule avant ſa parfaite maturité, on la trouvé partagée par des cloiſons membraneuſes en dix loges, qui contiennent chacune un grand nombre de semences menues, attachées a un placenta charnu. 
Cet arbre croît dans l'Iſle de Caïenne & à la terre ferme. Il vient également dans les lieux montagneux, dans les ſavanes & ſur le bord des rivières. 
Je l'ai trouvé en fleur & en fruit dans les mois d'Août, de Septembre & d'Octobre. 
Cet arbre eſt nommé TIBOURBOU par les Galibis. »

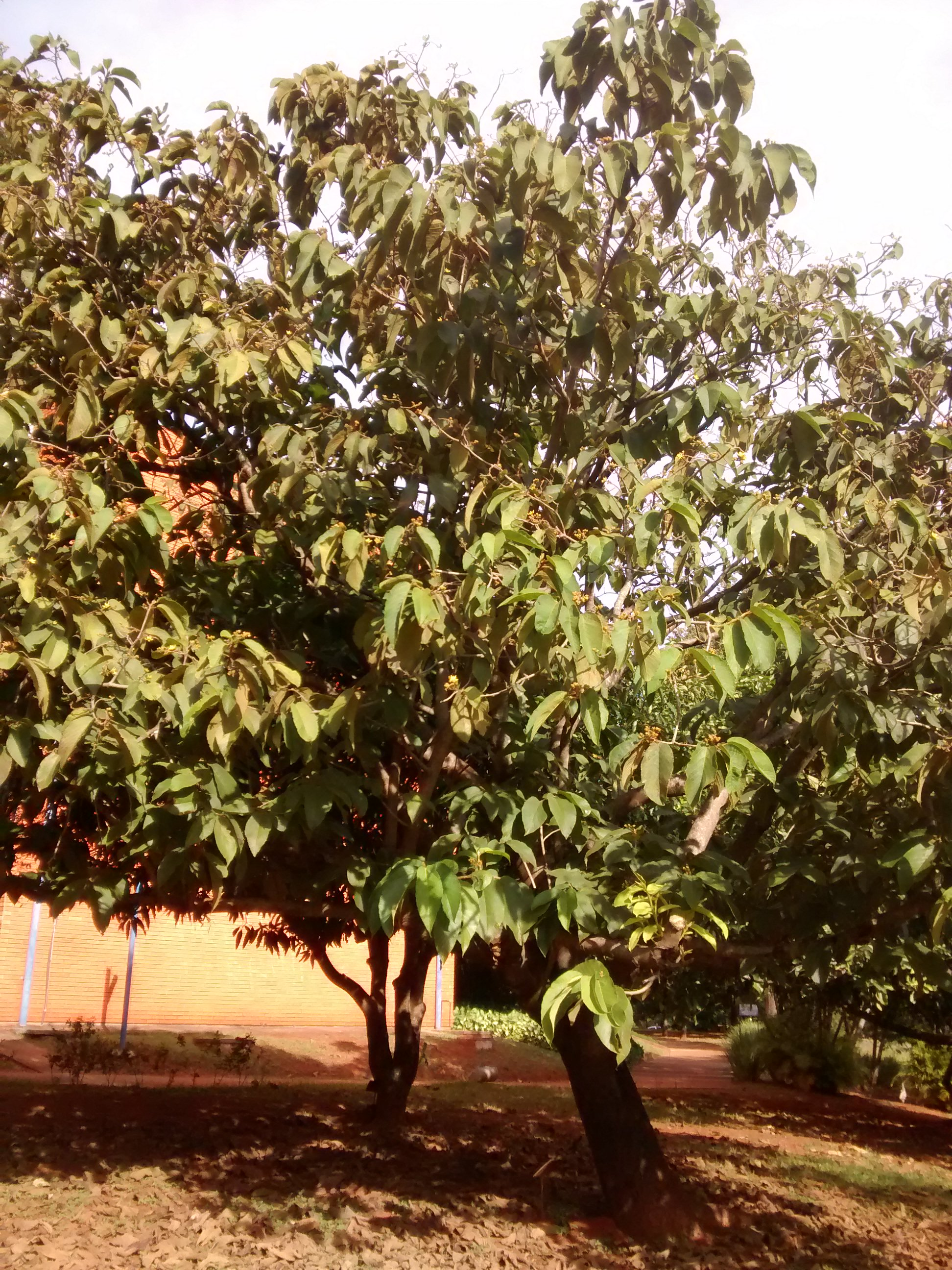
Apeiba tibourbou
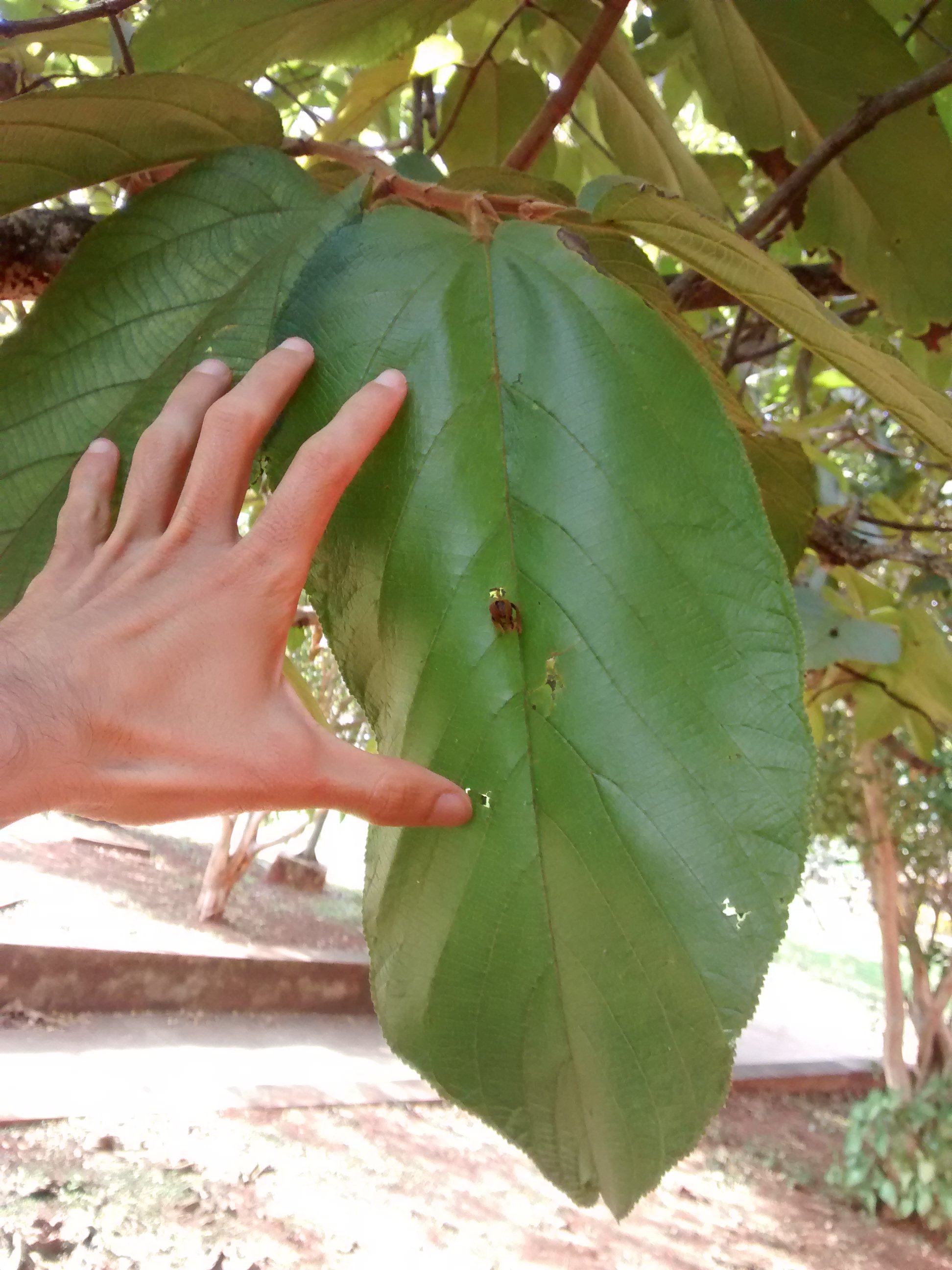
feuille d'Apeiba tibourbou
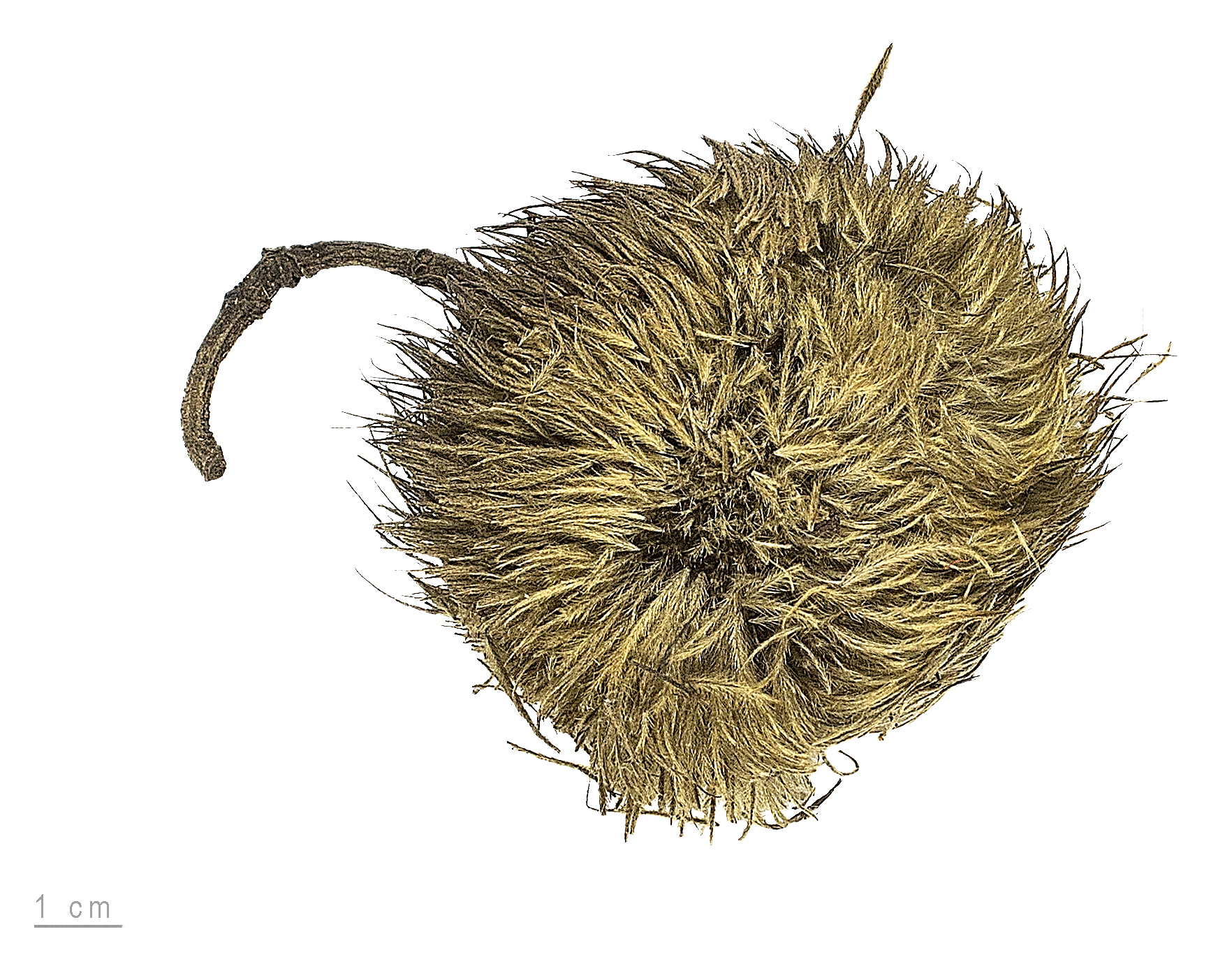
fruit sec d'Apeiba tibourbou
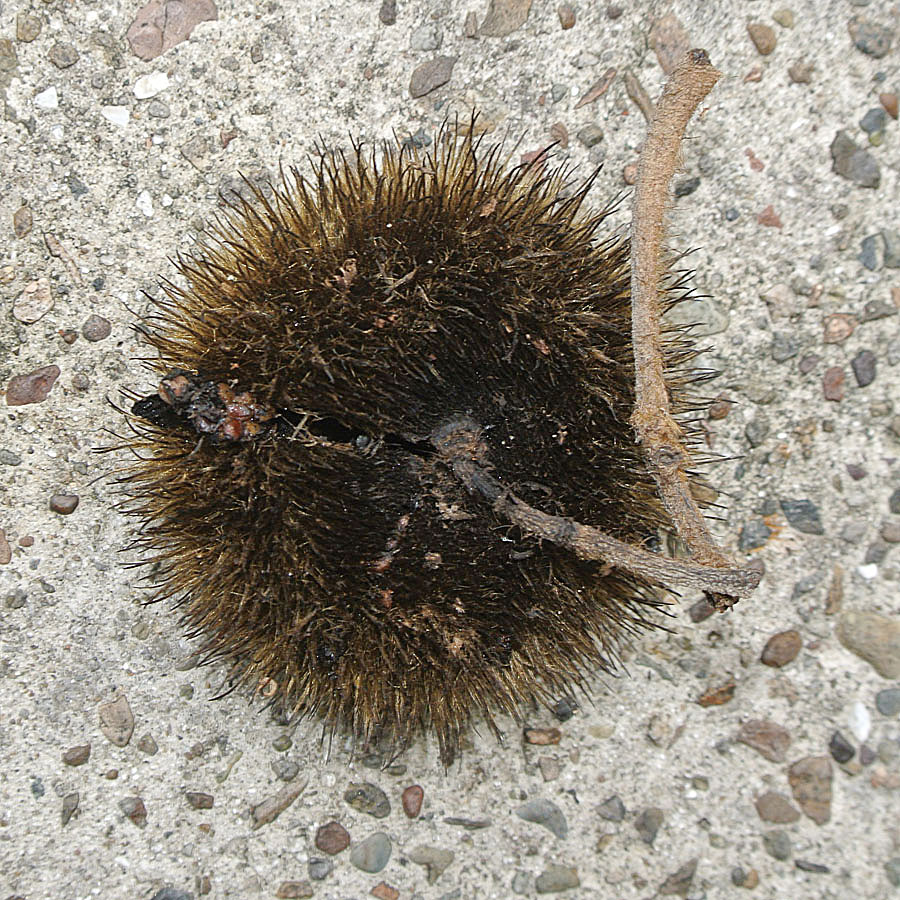
fruit sec d'Apeiba tibourbou
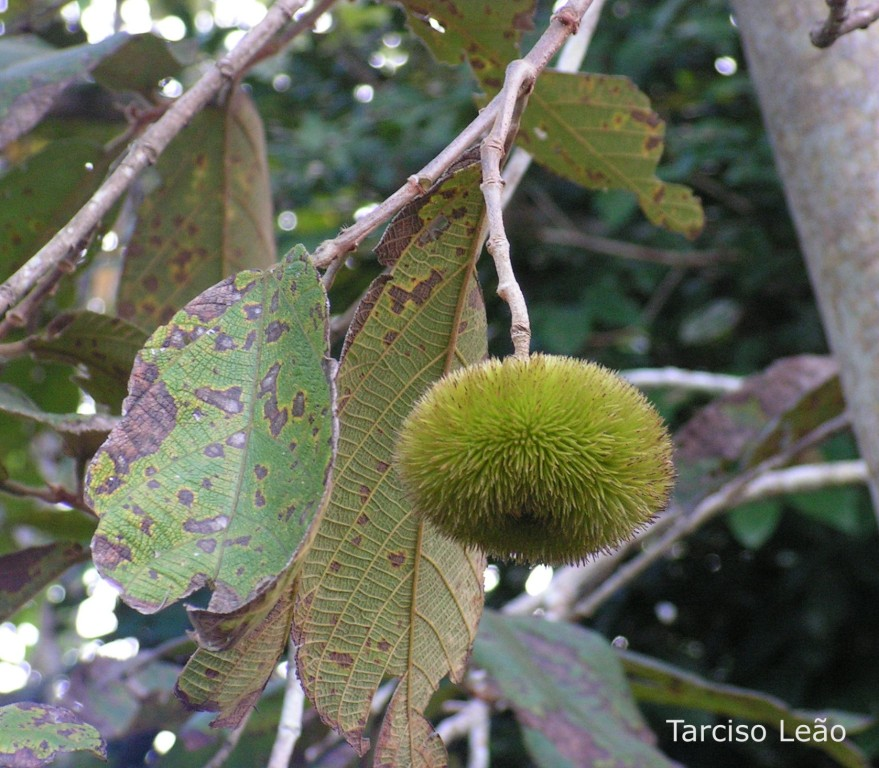
fruit frais d'Apeiba tibourbou
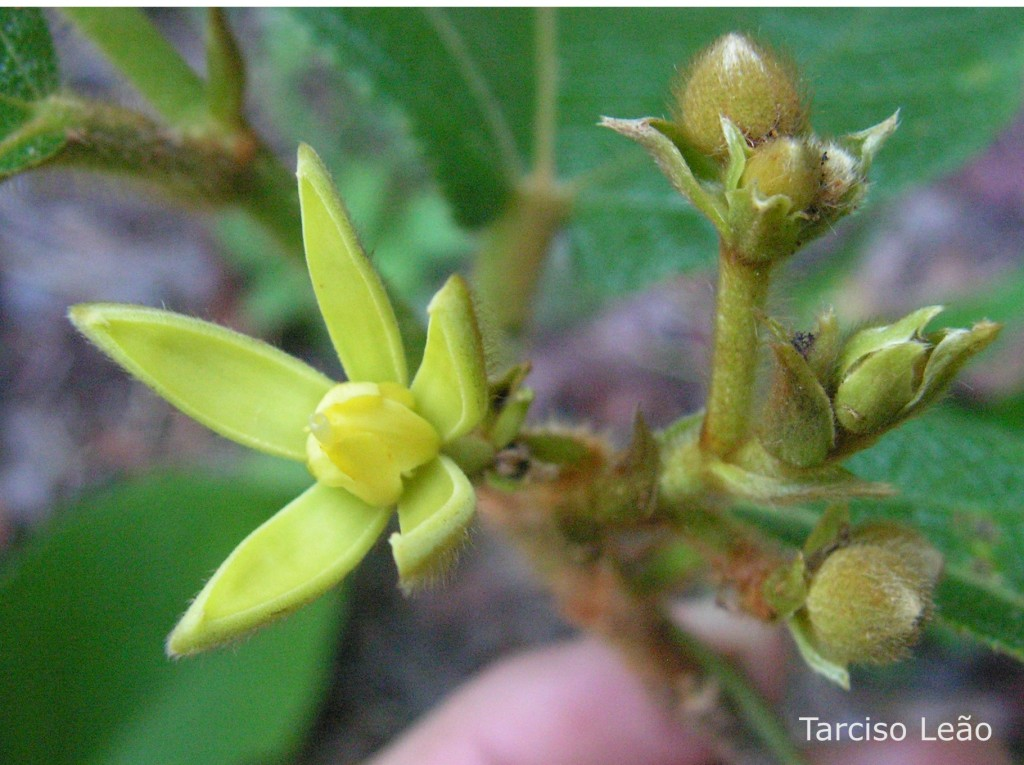
inflorescence d'Apeiba tibourbou
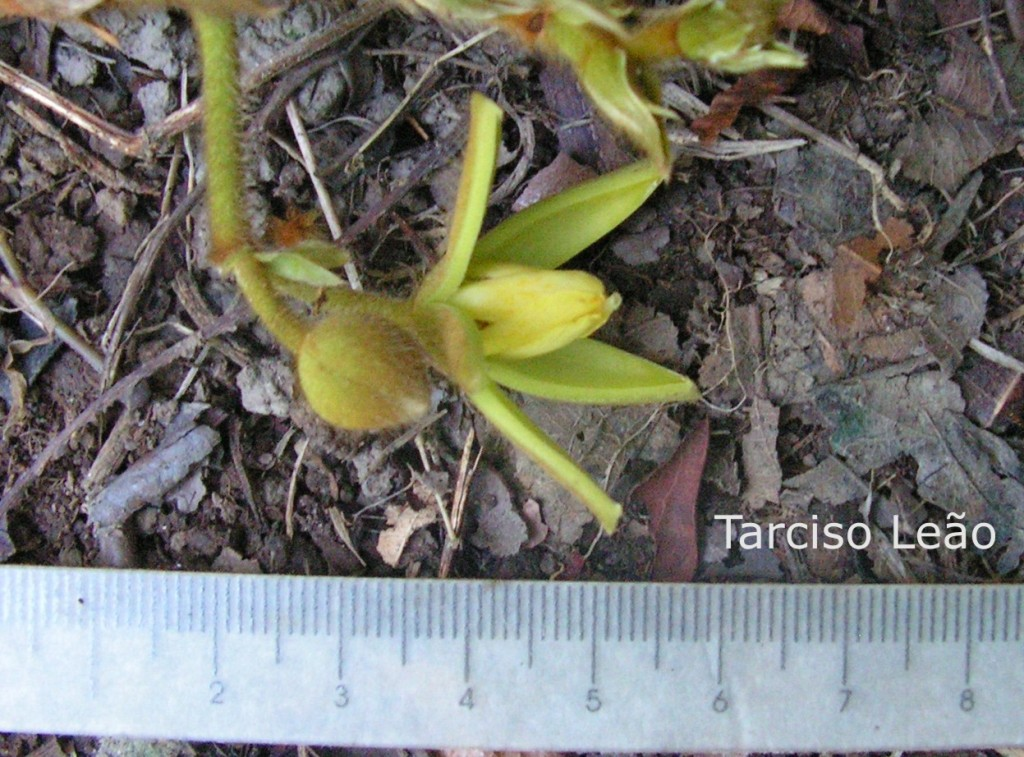
fleur d'Apeiba tibourbou
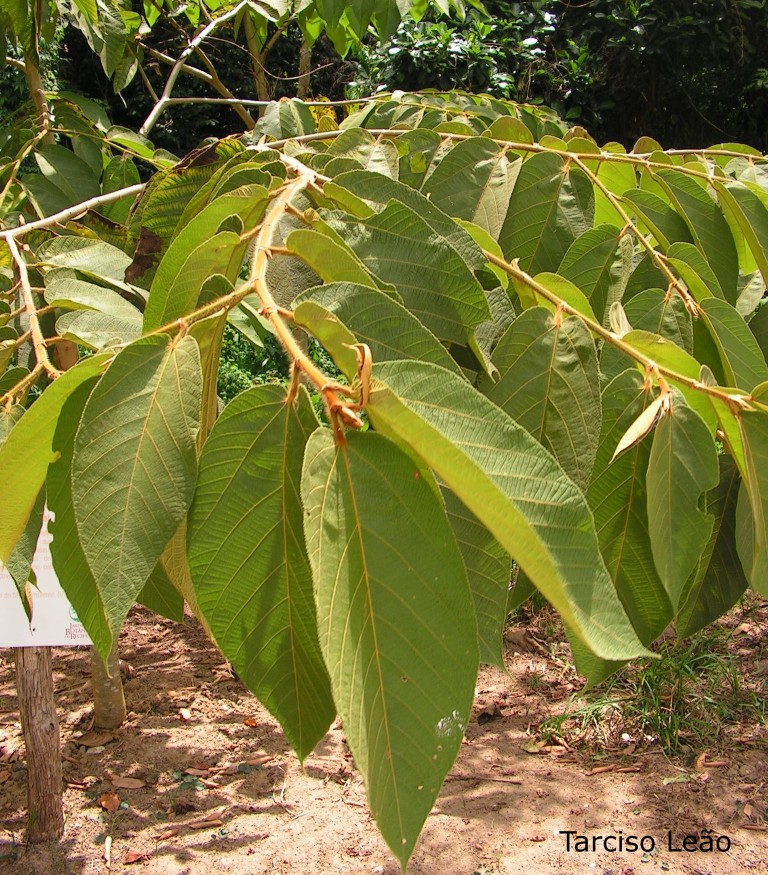
branche feuillée d'Apeiba tibourbou
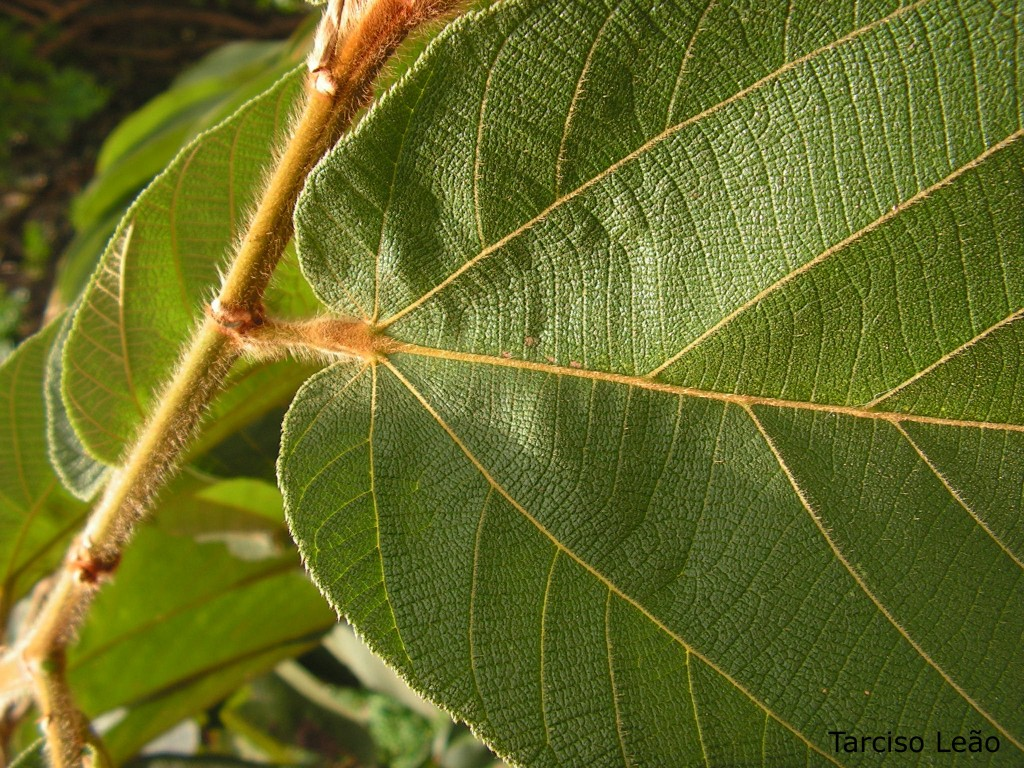
détail de feuille d'Apeiba tibourbou
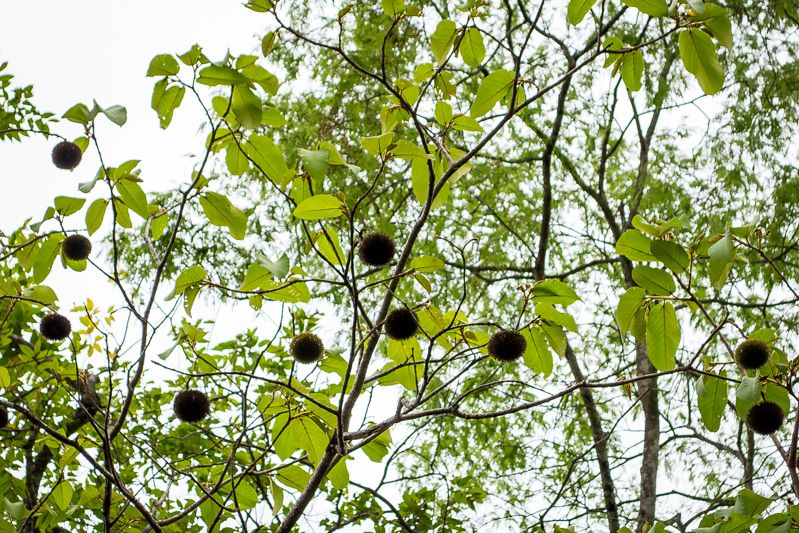
houppier d'Apeiba tibourbou
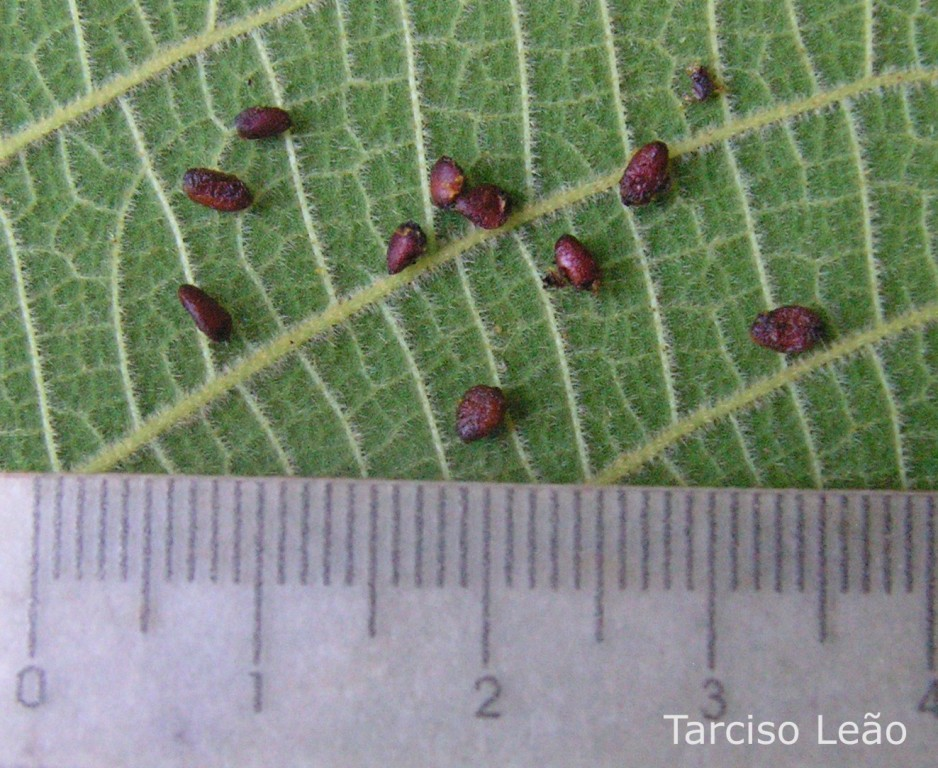
graines d'Apeiba tibourbou
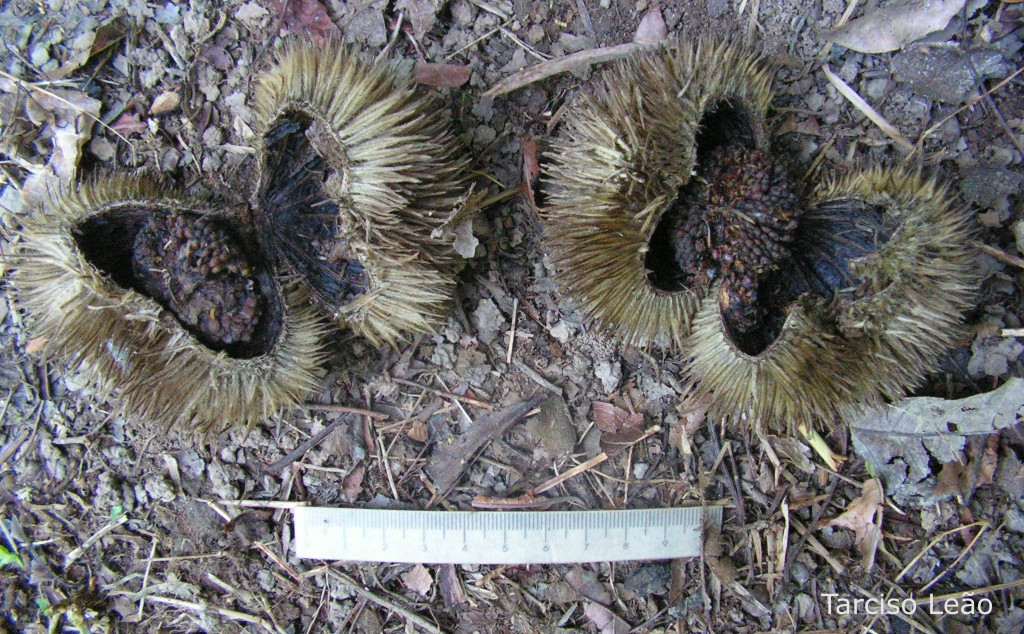
fruit ouvert d'Apeiba tibourbou
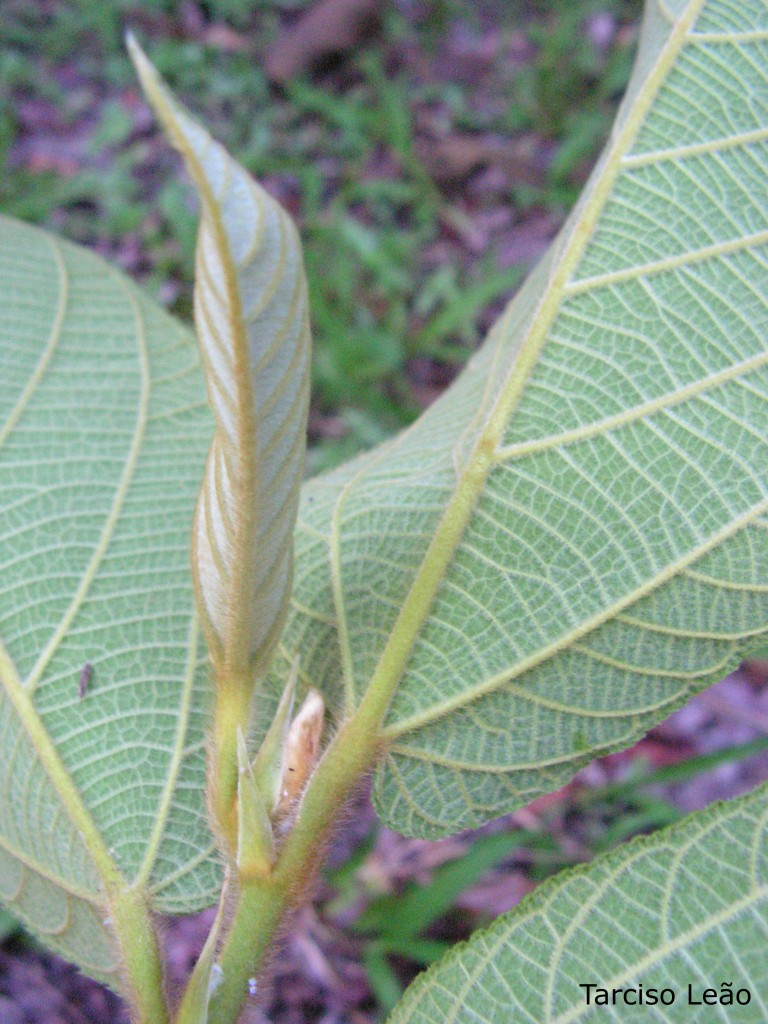
envers des feuilles d'Apeiba tibourbou
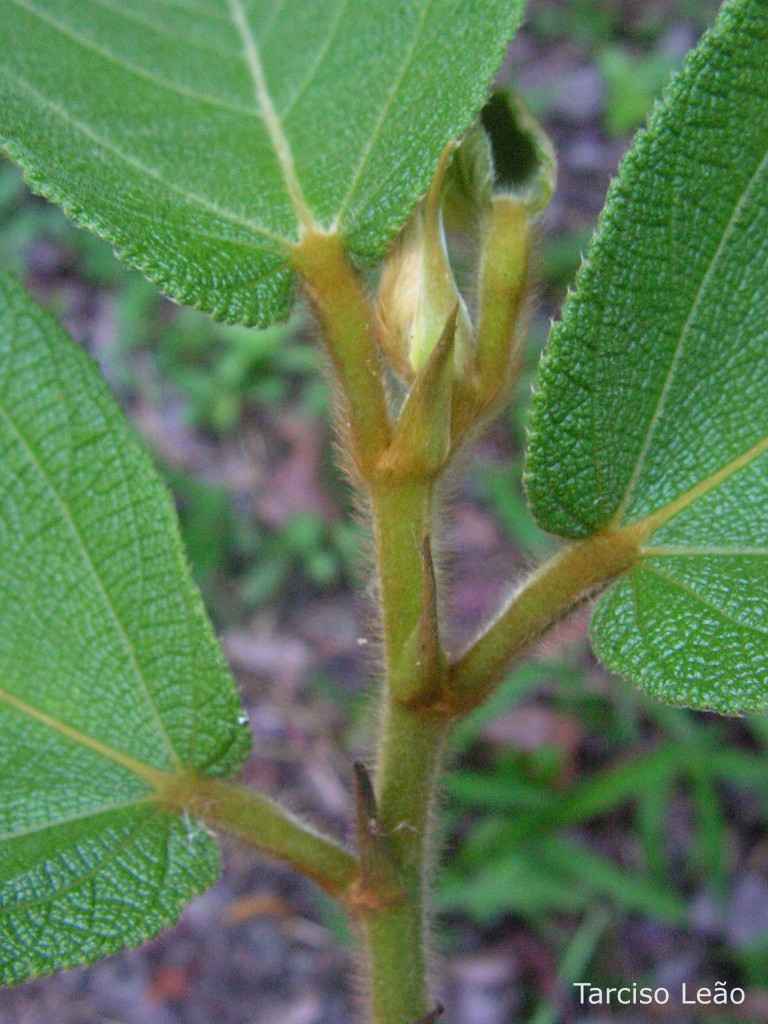
bourgeon d'Apeiba tibourbou
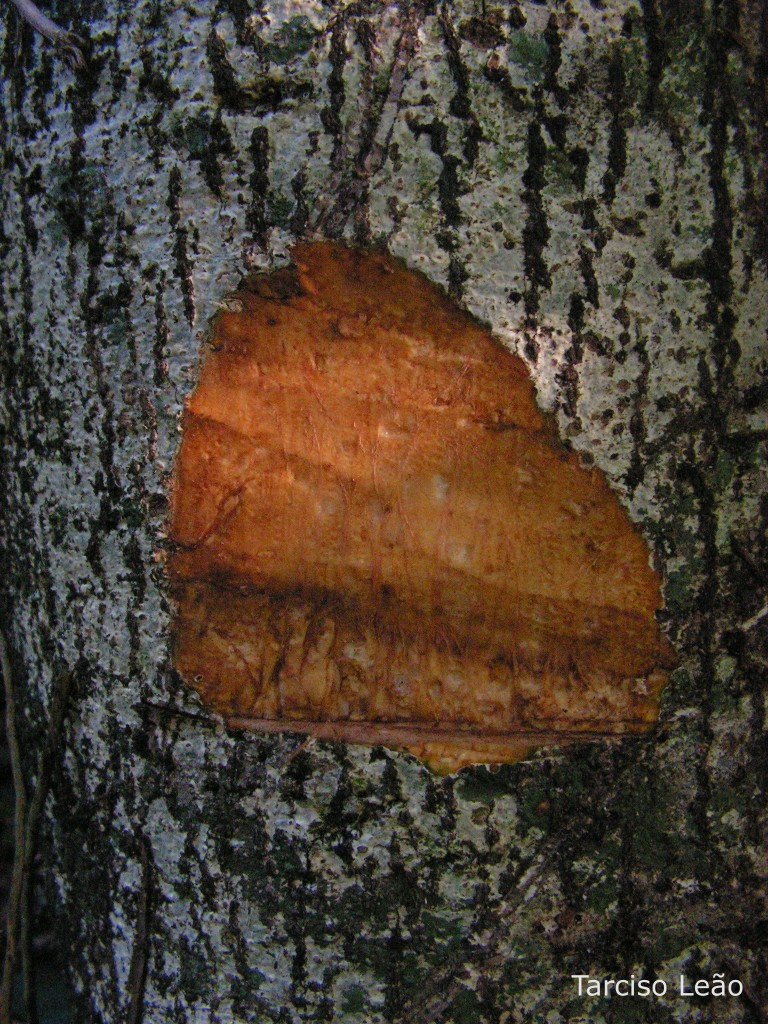
écorce d'Apeiba tibourbou